# 悬山 (奉化)
29°31′35″N 121°34′45″E / 29.526491949974524°N 121.57914876937866°E
悬山是浙江省宁波市奉化区境内的第二大岛，也是象山港诸岛中的第二大岛，面积2.44平方公里，仅次于缸爿山。属于莼湖镇，并无常住人口，但已开辟为休闲度假为主的旅游业。